# Pogo (tira de prensa)
Pogo fue una tira de prensa diaria creada por el dibujante Walt Kelly, publicada en periódicos estadounidenses de 1948 a 1975. Ambientada en el pantano de Okefenokee, en el sureste de los Estados Unidos, Pogo sigue las aventuras personajes animales antropomórficos, entre ellos el personaje titular, que es una zarigüeya. La tira estaba escrita tanto para niños como para adultos, con elementos de sátira social y política dirigidos a estos últimos. Pogo fue distribuida por Post-Hall Syndicate. Kelly ganó un premio Reuben por esta tira en 1951.

## Historia
Walter Crawford Kelly Jr. nació en Filadelfia, Estados Unidos el 25 de agosto de 1913. Cuando tenía cuatro años, su familia se mudó a Bridgeport, Connecticut. En 1935, cuanto tenía 22 años, se mudó a California para trabajar para los Walt Disney Studios, en los dibujos animados del Pato Donald. Permaneció en ese trabajo hasta la huelga de animadores de 1941, colaborando como animador en The Nifty Nineties, The Little Whirlwind, Pinocho, Fantasia, Dumbo y El dragón chiflado . Kelly posteriormente trabajó para Dell Comics, una división de Western Publishing con sede en Racine, Wisconsin.

### Cómics de Dell
Kelly creó a la zarigüella Pogo y al caimán Albert en 1941 para el número 1 del título Dell's Animal Comics, protagonizando la historia "Albert Takes the Cake". Ambos personajes eran contrastes cómicos para un joven afroamericano que vivía en el pantano llamado Bumbazine (una corrupción de bombazine, una tela generalmente teñída de negro y usada principalmente durante el luto). Bumbazine fue retirado de las historietas al poco tiempo, ya que Kelly tenía dificultades para escribir a un niño humano. Gradualmente se eliminaron a todos los personajes humanos, prefiriendo a los personajes animales por su potencial cómico. Kelly dijo que usó animales — criaturas de la naturaleza o "los gritones de la naturaleza", como él los llamó — "en gran parte porque puedes hacer más con los animales. No se lastiman tan fácilmente y es posible hacerlos más verosímiles en poses exageradas". 
Pogo inicialmente era un personaje con poco protagonismo, pero rápidamente se convirtió en uno central, asumiendo el papel de personaje serio que anteriormente ocupaba Bumbazine.

### ElNew York Star
En su autobiografía de 1954, publicada por el Hall Syndicate, Kelly comentó que "pasé un rato con la Unidad de Idiomas Extranjeros del Ejército [de Estados Unidos] durante la Segunda Guerra Mundial, ilustrando gruñidos y gemidos, e hice amigos en el negocio editorial y de periódicos". En 1948 fue contratado para dibujar caricaturas políticas para la página editorial del periódico <i id="mwPg">New York Star</i>. Kelly decidió hacer una tira de prensa diaria usando a los personajes de Animal Comics. Pogo fue la primera serie de historietas en hacer una transición permanente a los periódicos. Debutó el 4 de octubre de 1948 y se publicó de manera continua hasta que el periódico cerró operaciones el 28 de enero de 1949.

### Sindicación
El 16 de mayo de 1949, el Post-Hall Syndicate inició la distribución nacional en Estados Unidos de Pogo. George Ward y Henry Shikuma fueron asistentes de Kelly. Pogo fue publicada continuamente durante toda la vida de Kelly, quien falleció por complicaciones de diabetes el 18 de octubre de 1973, y continuó su publicación después de su muerte. 
De acuerdo con Selby Kelly, la viuda de Walt Kelly, el historietista enfermó en 1972 y no pudo continuar con su trabajo. Cuando esto ocurrió, a partir del 4 de junio de 1972 se utilizaron principalmente reimpresiones de las décadas de 1950 y 1960, con modificaciones menores en los globos de diálogo. Kelly regresó a la historieta con ocho páginas dominicales, del 8 de octubre al 26 de noviembre de 1972, pero según Selby, fue incapaz de dibujar a los personajes del tamaño grande que lo hacía habitualmente. 
Las reimpresiones con modificaciones menores continuaron hasta la muerte de Kelly. Otros artistas, en particular Don Morgan, trabajaron en la tira. Selby Kelly comenzó a dibujar Pogo con la tira navideña de 1973, a partir de guiones del hijo de Walt, Stephen. La tira concluyó el 20 de julio de 1975. Selby Kelly dijo en una entrevista de 1982 que decidió descontinuar la tira porque los periódicos habían reducido tanto el tamaño de la sección de tiras de prensa, al grado que las personas no podían leerlas fácilmente.

### Renacimiento de 1989-1993
Los Angeles Times Syndicate revivió la tira bajo con el título Pogo de Walt Kelly a partir del 8 de enero de 1989. Esta versión fue escrita por Larry Doyle y dibujada por Neal Sternecky. Doyle se retiró de la tira el 24 de febrero de 1991 y Sternecky asumió el puesto de escritor y artista hasta el 22 de marzo de 1992. Después de que Sternecky dejara la tira, Peter y Carolyn Kelly, los hijos de Walt Kelly, continuaron Pogo hasta el 2 de octubre de 1993, pero para ese entonces el interés por la tira había disminuido. La tira se publicó por un par de meses más, usando reimpresiones del trabajo de Doyle y Sternecky y finalizó el 28 de noviembre de 1993.